# Magnus Ulric Areskoug
Magnus Ulric Areskoug, född 16 november 1791 i Ystad, död där 1859, var en svensk kronofogde, köpman och bankdirektör.

## Biografi
Areskoug föddes som son till köpmannen Holger Areskoug (1768–1847) och hans hustru Gertrud Catharina Krumlinde (1772–1831). Fadern satsade sin förmögenhet på ett fartyg som kapades av brittiska kapare och gjorde konkurs 1811. Areskoug lämnade hemmet och begav sig till Göteborg där han ägnade sig åt affärsverksamhet och bebodde huset på Kyrkogatan 84-85. Efter en tid reste han till kontinenten och tog värvning i ett braunschweigiskt regemente i engelsk tjänst, troligen de så kallade Svarta Husarerna. Efter tre år och fyra månader fick han avsked från krigstjänsten och reste hem till Sverige och med båt till Karlshamn, därefter vidare till Ystad. Efter hemkomsten fick han en förtroendetjänst hos greve Piper på Krageholms slott. På 1820-talet lämnade Areskoug Krageholm och flyttade till Ystad för att ägna sig åt handelsverksamhet. Han utnämndes till kronolänsman i Ljunits härad och fick senare hederstiteln vice kronofogde. Han hade framgång i sina affärer och efterlämnade vid sin död en avsevärd förmögenhet. Efter hans död donerade hans efterlevande medel för ett fattighus i Södra Wallösa som uppfördes 1890 och står än idag.
Areskoug tillträde Areskougska fideikommisset efter faderns död 1847. Han var styrelseledamot i Ystads ångfartygs AB, direktör i Skånes Privatbank (Skånes Enskilda Bank), förman för de äldste i staden, rådman i Ystad 1849 samt medlem i kyrkorådet. Han ägde skonerten Fredrika.
Areskoug tog i huvudsvaghet/sinnesförvirring sitt eget liv genom hängning 1859 och begravdes i tystnad i Östra Vemmerlöv.

## Familj
Areskoug var gift med Anna Helena Ekberg (1799-1867); tillsammans fick paret tio barn varav sex nådde vuxen ålder. Bland sönerna bemärks bland annat fabrikören Magnus Holger (RVO), häradshövdingen Johan Anders "Janne" (RNO) och bankdirektören Carl Gustaf.